# Vrachonisída Fermekoula
Vrachonisída Fermekoula är en ö i Grekland.   Den ligger i prefekturen Lefkas och regionen Joniska öarna, i den centrala delen av landet, 260 km väster om huvudstaden Aten.